# I Tell This Night
Albums de Stephan Eicher
Les Chansons bleues
(1983) Silence
(1987)
I Tell This Night est le troisième album studio de Stephan Eicher, sorti en 1985. Avec le titre Two People In A Room, il obtient son premier véritable succès en France.

## Réception
Selon l'édition française du magazine Rolling Stone, cet album est le 23e meilleur album de rock français (bien qu'il soit en réalité suisse et ne comprenne que deux morceaux en français).

## Liste des pistes
1. I tell this night
2. Two people in a room
3. Tu tournes mon cœur
4. Where did our love go
5. Don't disdain me
6. No escape
7. Le matin
8. Komm zurück

## Classements
| Classement (1985)            | Meilleure place |
| ---------------------------- | --------------- |
| Suisse (Schweizer Hitparade) | 10              |